# Olve Eikemo
Olve "Abbath" Eikemo (ur. 27 czerwca 1973 w Bergen) znany również jako Abbath Doom Occulta – norweski wokalista, muzyk, kompozytor i multiinstrumentalista. Eikemo znany jest z występów w zespołach Immortal, Amputation, I, Old Funeral oraz Bömbers. Muzyk wystąpił także gościnnie na płytach zespołów Dimmu Borgir, Enslaved oraz The Batallion.
W 2004 roku muzyk został sklasyfikowany na 86. miejscu listy 100 najlepszych gitarzystów heavymetalowych wszech czasów według magazynu Guitar World. W 2008 roku w albumie Petera Beste'a pt. True Norwegian Black Metal (ISBN 978-1-57687-435-6) znalazły się zdjęcia przedstawiające sylwetkę muzyka. Ponadto w książce został opublikowany wywiad z gitarzystą.
W 2015 roku muzyk utworzył zespół pod własnym pseudonimem - Abbath. W jego skład weszli basista King ov Hell oraz perkusista Baard Kolstad.

## Instrumentarium
| - ESP LTD DV8-R Dave Mustaine Model - GHL Jackson Randy Rhoads copy - ESP NV STD - ESP LTD V-401 DX - Engl Ritchie Blackmore Signature E 650 Amp - Engl Powerball E645 |  | - Peavey Bandit Amps - Marshall Cabinets - Mesa/Boogie Amps - Boss CH-1 Super Chorus pedal - In Tune Guitar Picks - Dean Markley Blue Steel Guitar Strings |

## Dyskografia
| Old Funeral - Abduction of Limbs (1990, demo) - Join the Funeral Procession (1999, kompilacja) - The Older Ones (1999, kompilacja) Amputation - Achieve The Mutilation (1989) - Slaughtered in the Arms of God (1990) |  | Inne - Dimmu Borgir - Death Cult Armageddon (2003, gościnnie śpiew) - Enslaved - Isa (2004, gościnnie śpiew) - The Batallion - Stronghold of Men (2008, gościnnie śpiew) - Dominanz - Noxious (2014, gościnnie śpiew) |

## Filmografia
- 666 - At Calling Death (1993, film dokumentalny, reżyseria: Matt Vain)
- Black Metal: A Documentary (2007, film dokumentalny, reżyseria: Bill Zebub)